# Frisson d'amour
Pour plus de détails, voir Fiche technique et Distribution.
Frisson d'amour (Thrill of a Romance) est un film musical américain en Technicolor réalisé par Richard Thorpe, sorti en  1945. 

## Synopsis
Cynthia Glenn enseigne la natation à Los Angeles, où elle vit avec son oncle Hobart et sa tante Nora. Elle est remarquée un jour par Robert G. Delbar, un homme d'affaires, qui a le coup de foudre pou elle et qui va chercher par tous les moyens à gagner son affection. Il commence par faire livrer tous les jours un bouquet chez elle, l'emmène aux courses, jusqu'à ce qu'elle finisse par céder et accepte de l'épouser. Ils passent leur lune de miel à la montagne, à l'Hôtel Monte Blava, mais Robert se voit forcé de repartir pour ses affaires peu après leur arrivée. Laissée seule, Cynthia se lie d'amitié avec Nils Knudsen, une vedette du Metropolitan Opera. Ce dernier, en cure d'amaigrissement, dîne à l'hôtel sous la surveillance de sa fiancée, Sarah Fenway, qui est aussi la directrice de l'hôtel. 
Cynthia rencontre également le Major Thomas Milvaine, un jeune héros de la guerre, et Maude Bancroft, la fille de l'homme d'affaires avec lequel Robert est reparti à Washington. Cynthia apprend à nager à Thomas, et il lui raconte des histoires de guerre et l'accompagne lors de randonnées en montagne. Pendant ce temps, Nils triche régulièrement à propos de son régime et refuse même de chanter avec l'orchestre de Tommy Dorsey si on ne lui apporte pas un steak. Mais il trouve aussi le temps de consoler Cynthia, qui est amoureuse de Thomas. Alors que la date du retour de Robert approche, Thomas et Cynthia se désolent que leur romance touche bientôt à sa fin. Maude, consciente de ce qui arrive à Cynthia et Thomas, s'arrange en secret pour que le retour de Robert soit retardé d'une semaine, mais ce temps supplémentaire rend encore plus douloureuse leur séparation. 
Un après-midi, Cynthia part seule en randonnée pour se changer les idées, mais Thomas la rejoint. Lorsque la nuit arrive, ils réalisent qu'ils sont perdus et décident de camper dans les bois et de tenter de retrouver leur chemin au matin. Lorsque Robert arrive à l'hôtel le lendemain matin, il découvre que sa femme n'a pas couché dans sa chambre et l'accuse d'infidélité lorsqu'elle arrive plus tard avec Thomas. Cynthia admet qu'elle est amoureuse de Thomas et, après s'être mis d'accord avec Robert sur l'annulation du mariage, retourne vivre avec son oncle et sa tante. Nils, pour aider Cynthia et Thomas à se retrouver, organise une sérénade sous ses fenêtres et les deux amoureux se retrouvent. 

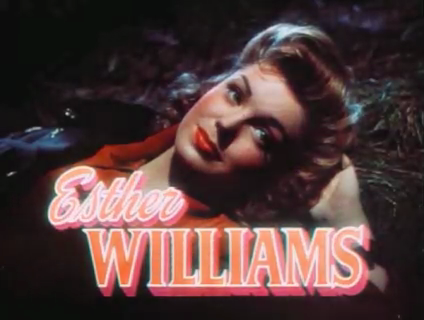
Esther Williams

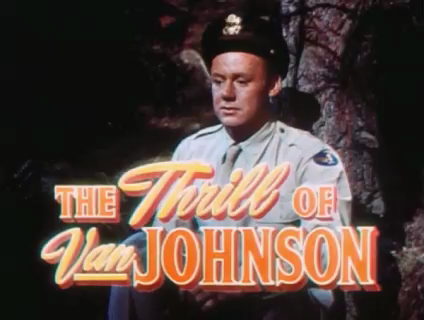
Van Johnson

## Fiche technique
- Titre original : Thrill of a Romance
- Titre français : Frisson d'amour
- Réalisation : Richard Thorpe
- Scénario : Richard Connell et Gladys Lehman
- Direction artistique : Cedric Gibbons et Hans Peters
- Décors : Edwin B. Willis, assisté de Jack Bonar
- Costumes : Kay Dean et Irene
- Photographie : Harry Stradling Sr.
- Montage : George Boemler
- Musique : Calvin Jackson et George Stoll (non crédités)
- Son :	Douglas Shearer
- Chorégraphie : Charles Walters
- Production : Joe Pasternak
- Société de production : Metro-Goldwyn-Mayer
- Société de distribution : Loew's Inc.
- Pays de production :  États-Unis
- Langue originale : anglais américain
- Format : couleur Technicolor — 35 mm — 1,37:1 — son : mono (Western Electric Sound System)
- Genre : film musical, comédie romantique
- Durée : 105 min
- Dates de sortie : 
  - États-Unis : 24 mai 1945 (première à New York)
  - États-Unis : 2 juillet 1945 (première à Los Angeles)
  - France : 21 octobre 1946

## Distribution
- Esther Williams : Cynthia Glenn
- Van Johnson : Major Thomas Milvaine
- Frances Gifford : Maude Bancroft
- Henry Travers : Hobart 'Hobie' Glenn
- Spring Byington : Nona Glenn
- Lauritz Melchior : Nils Knudsen
- Carleton G. Young : Robert G. Delbar
- Ethel Griffies : Mme Sarah Fenway
- Donald Curtis : K.O. Karny
- Jerry Scott : Lyonel
- Fernando Alvarado : Julio
- Helene Stanley : Susan Dorsey
- Vince Barnett : Oscar Le serveur
- Billy House : Dr. Tove
- Joan Fay Macaboy : Betty
- Jeff Chandler : Chanteur
- Tommy Dorsey et son Orchestre

Acteurs non crédités
- Thurston Hall : J.P. Bancroft
- Robert Emmett Keane : Austin Vemmering
- Jean Porter : La jeune mariée foldingue

## Galerie

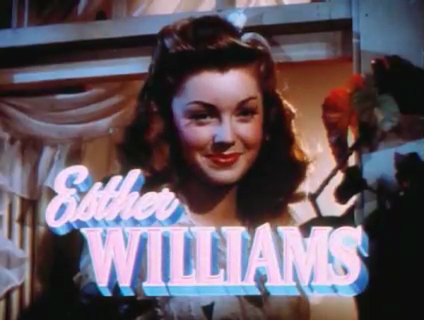
Esther Williams
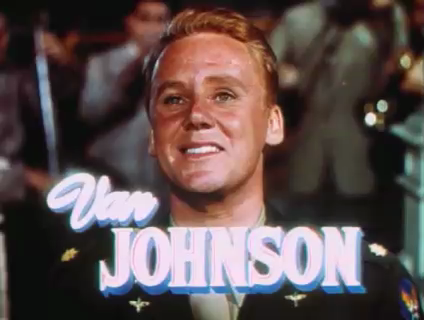
Van Johnson
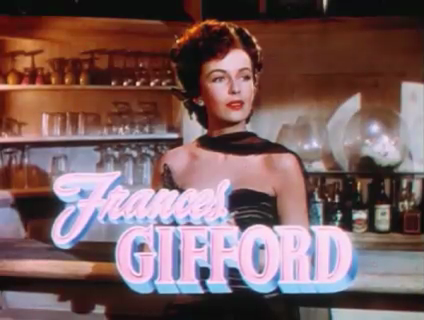
Frances Gifford
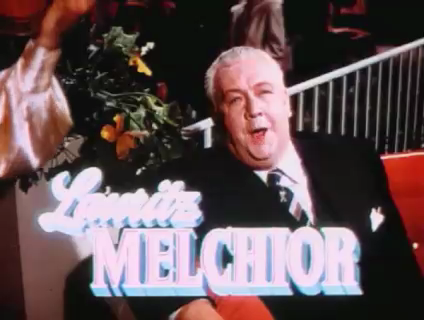
Lauritz Melchior
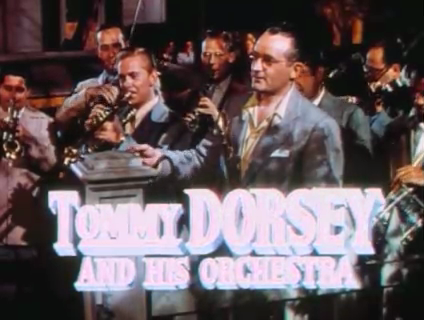
Tommy Dorsey
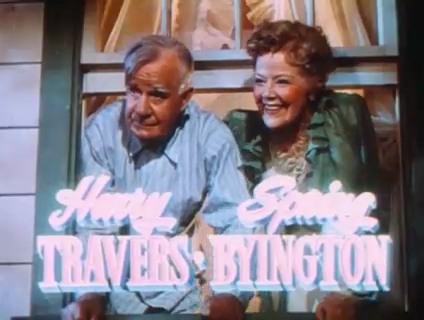
Henry Travers et Spring Byington

## Bande originale
- « Please Don't Say No, Say Maybe » : musique de Sammy Fain, paroles de Ralph Freed, interprétée par Lauritz Melchior, et par The King Sisters et par Tommy Dorsey et son Orchestre
- « I Should Care » : musique d'Axel Stordahl et Paul Weston, paroles de Sammy Cahn, interprétée par Tommy Dorsey et son Orchestre
- « Chanson du marchand indien », extrait de l'opéra Sadko de Nikolaï Rimski-Korsakov, arrangement par Tommy Dorsey, interprétée par Tommy Dorsey et son Orchestre
- « Marche nuptiale », extrait de l'opéra from Lohengrin de Richard Wagner
- « Opus One » : musique de Sy Oliver, paroles de Sid Garris, interprétée par Tommy Dorsey et son Orchestre
- « Battle of the Balcony Jive » : musique de Dodo Marmarosa, interprétée par Tommy Dorsey et son Orchestre
- « Vesti la giubba », extrait de l'opéra Pagliacci de Ruggero Leoncavallo, interprétée par Lauritz Melchior
- « Rhapsodie hongroise » de Franz Liszt : paroles de Earl K. Brent, interprétée par Helene Stanley accompagnée de Tommy Dorsey et son Orchestre
- « Sérénade (Ständchen) » de Franz Schubert : paroles de J. Macklyn Maskill
- « Lonely Night », air traditionnel, adaptation de George Stoll, paroles de Richard Connell, interprétée par Lauritz Melchior
- « Ich Liebe Dich » d'Edvard Grieg, interprétée par Lauritz Melchior accompagné de Tommy Dorsey et son Orchestre
- « Because » : musique de Guy d'Hardelot, paroles d'Edward Teschemacher, interprétée par Jerry Scott
- « Vive L'Amour » : musique de George Stoll, paroles de Ralph Blane et Kay Thompson, interprétée par Lauritz Melchior
- « I Want What I Want When I Want It », extrait de l'opérette Mlle. Modiste de Victor Herbert, paroles de Henry Martyn Blossom, interprétée par Lauritz Melchior
- « Mattinata » : musique de Ruggero Leoncavallo, interprétée par Lauritz Melchior et Helene Stanley

## Production
- Robert Z. Leonard travaille sur le film comme producteur associé fin juin 1944, et remplace Richard Thorpe comme réalisateur. Selon Hollywood Reporter, Thorpe reprend sa place mi-juillet lorsque Leonard est hospitalisé pour un problème mineur[1].